# Лоиков, Мухаммаджон Нуруллоевич
Мухаммаджон Нуруллоевич Лоиков (тадж. Мухаммадчон Нуруллоевич Лоиков; бел. Мухамаджон Нурулоевіч Лоікаў; род. 14 апреля 1998, Душанбе) — таджикский и белорусский футболист, нападающий. Выступал в национальной сборной Таджикистана.

## Карьера

### «Динамо» Минск
Свой футбольный путь начал в родном Душанбе, однако затем в юношеском возрасте продолжил заниматься футболом в структуре белорусского «Динамо» из Минска. В 2015 году изюношеской команды клуба перебрался в дублирующий состав, где вскоре и закрепился. Впервые в заявку основной команды попал 29 июня 2017 года в рамках квалификационного раунда Лиги Европы УЕФА против фарерского клуба «НСИ Рунавуйк». Дебютировал за клуб 9 июля 2017 года в матче Кубка Белоруссии против «Чисти», выйдя на замену на 61 минуте. Затем продолжил выступать за дублирующий состав клуба.

#### Аренда в ЮАС
В июле 2018 года отправился в аренду в житковичский клуб ЮАС. Дебютировал за клуб 21 июля 2018 года в матче против «Энергетика-БГУ», выйдя в стартовом составе. Дебютный гол за клуб забил 22 сентября 2018 года в матче против «Чисти». В клубе стал одним из ключевых игроков стартового состава. По окончании срока арендного соглашения покинул клуб.

#### Аренда в «Белшину»
В феврале 2019 года футболист проходил просмотр в бобруйской «Белшине». Вскоре клуб арендовал футболиста сроком до конца сезона. Дебютировал за клуб 10 марта 2019 года в матче Кубка Белоруссии против солигорского «Шахтёра». Первый матч в чемпионате за клуб сыграл 13 апреля 2019 года в матче против брестского «Бреста». Дебютный гол за клуб забил 18 мая 2019 года в матче против светлогорского «Химика». Начинал сезон в клубе как игрок замены, однако регулярно получал игровую практику. С середины сезона стал меньше выходить на поле. По итогу сезона вместе с клубом стал победителем Первой Лиги. По окончании арендного соглашения покинул клуб.

### «Лида»
В марте 2020 года перешёл в Энергетик-БГУ. Сам футболист выступал в клубе только за дублирующий состав. В июле 2020 года покинул клуб. В августе 2020 года пополнил ряды «Лиды». Дебютировал за клуб 22 августа 2020 года в матче против новополоцкого «Нафтана». Сразу же закрепился в основной команде клуба, став игроком стартового состава. Дебютными голами отличился 25 октября 2020 в матче против «Крумкачей», записав на свой счёт дубль. Провёл за клуб 11 матчей в дебютном сезоне, в которых отличился 3 голами и 1 результативной передачей.
В начале 2021 года продолжил выступать в клубе. Первый матч сыграл 17 апреля 2021 года против могилёвского «Днепра». В следующем матче 25 апреля 2021 года против «Слонима» забил свой первый гол в сезоне. В июле 2021 года проходил просмотр в минских «Крумкачах», однако остался в лидском клубе. В матче 28 августа 2021 года против «Барановичей» отличился 2 забитыми голами. Весь сезон провёл как игрок стартового состава, в котором в 35 матчах отличился 6 голами и 4 результативными передачами.

### «Молодечно-2018»
В начале 2022 года стал игроком клуба «Молодечно-2018». Дебютировал за клуб 8 мая 2022 года в матче против гомельского «Локомотива». Дебютным голом отличился 11 июня 2022 года в матче против новополоцкого «Нафтана». По итогу сезона провёл за клуб 12 матчей во всех турнирах, отличившись 2 голами и 2 результативными передачами. В декабре 2022 года футболист покинул клуб.

## Международная карьера
В ноябре 2018 года был вызван в национальную сборную Таджикистана. Дебютировал за сборную 16 декабря 2018 года в товарищеском матче против Омана.

## Достижения
«Белшина»
- Победитель Первой Лиги: 2019